# بيتر بيرت
بيتر بيرت (بالإنجليزية: Peter Burt)‏ هو كبير الإداريين التنفيذيين بريطاني، ولد في 6 مارس 1944، وتوفي في 28 نوفمبر 2017.